# Vietnam Airlines

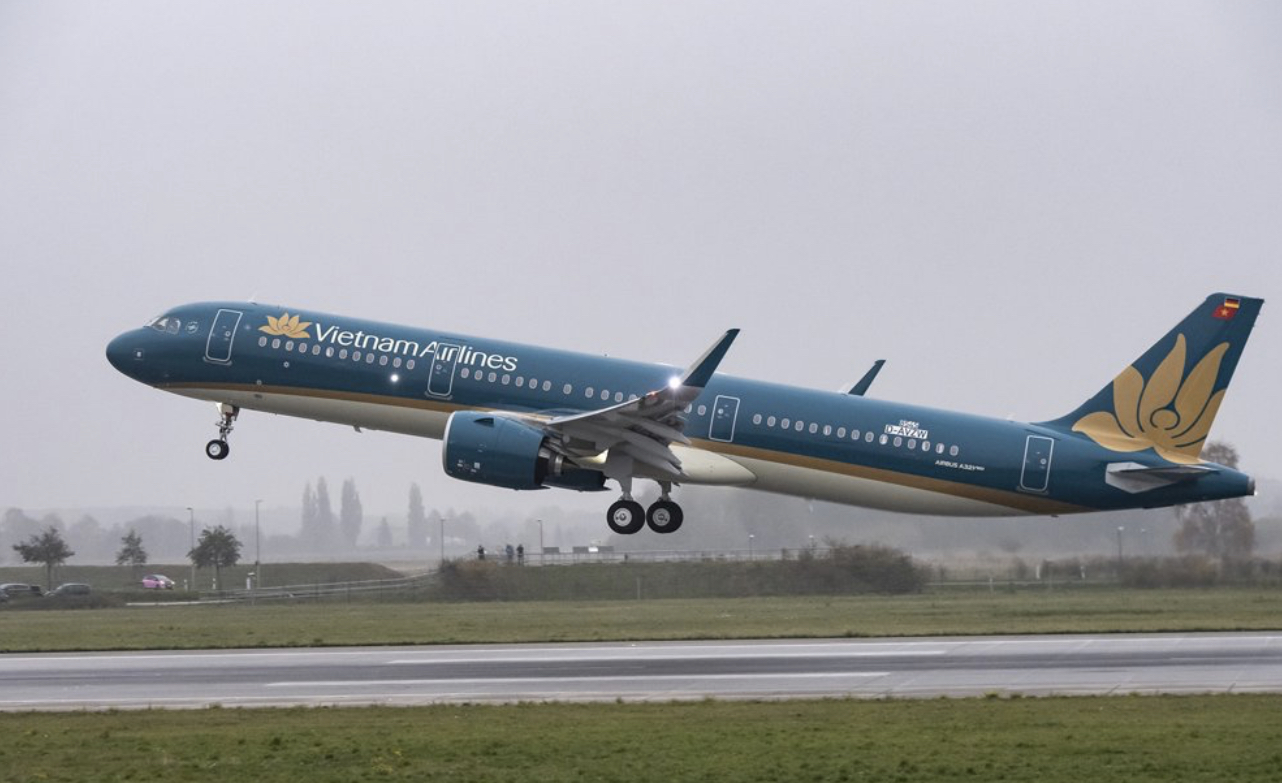
Airbus A321neo linii Vietnam Airlines

Vietnam Airlines – wietnamskie narodowe linie lotnicze z siedzibą w Hanoi. Obsługują połączenia z Azją, Europą i Australią. Głównym węzłem jest Port lotniczy Hanoi i Port lotniczy Tân Sơn Nhất.

## Flota
Według stanu na styczeń 2025 flota Vietnam Airlines składała się z 96 samolotów o średnim wieku 9,2 lat:
| Samolot         | Samolot | Samolot   | Liczba miejsc | Liczba miejsc | Liczba miejsc | Liczba miejsc | Uwagi |
| Model           | Aktywne | Zamówione | B             | P             | E             | Łącznie       | Uwagi |
| --------------- | ------- | --------- | ------------- | ------------- | ------------- | ------------- | ----- |
| Airbus A320neo  | 3       | 2         | 4             | -             | 180           | 184           |       |
| Airbus A321-200 | 42      | -         | 16            | -             | 162           | 178           |       |
| Airbus A321-200 | 42      | -         | 16            | -             | 168           | 184           |       |
| Airbus A321-200 | 42      | -         | 8             | -             | 195           | 203           |       |
| Airbus A321neo  | 20      | -         | 8             | -             | 195           | 203           |       |
| Airbus A350-900 | 14      | -         | 29            | 45            | 231           | 305           |       |
| Airbus A350-900 | 14      | -         | 29            | 36            | 240           | 305           |       |
| Boeing 787-9    | 11      | -         | 28            | 35            | 211           | 274           |       |
| Boeing 787-9    | 11      | -         | 28            | -             | 283           | 311           |       |
| Boeing 787-10   | 6       | -         | 24            | -             | 343           | 367           |       |
| Łącznie         | 96      | 2         |               |               |               |               |       |